# USS Holder (DE-401)
USS Holder (DE-401) là một tàu hộ tống khu trục lớp Edsall từng phục vụ cùng Hải quân Hoa Kỳ trong Chiến tranh Thế giới thứ hai. Nó là chiếc tàu chiến thứ nhất của Hải quân Hoa Kỳ được đặt  cái tên này, theo tên Trung úy Hải quân Randolph Mitchell Holder (1918-1942), phi công phục vụ cùng Liên đội Ném ngư lôi VT-6 trên tàu sân bay Enterprise (CV-6), đã tử trận vào ngày 4 tháng 6, 1942 khi không kích hạm đội Nhật Bản trong Trận Midway và được truy tặng Huân chương Chữ thập Hải quân. Nó đã phục vụ hộ tống các đoàn tàu vận tải vượt Đại Tây Dương cho đến ngày 11 tháng 4, 1944, khi con tàu bị hư hại do trúng ngư lôi phóng từ máy bay Đức. Nó được kéo quay trở về Hoa Kỳ, tháo dỡ làm nguồn linh kiện, và cuối cùng bị bán để tháo dỡ vào năm 1947. Holder được tặng thưởng một Ngôi sao Chiến trận do thành tích phục vụ trong Thế Chiến II.

## Thiết kế và chế tạo
Lớp Edsall có thiết kế hầu như tương tự với lớp Cannon dẫn trước; khác biệt chủ yếu là ở hệ thống động lực Kiểu FMR do được trang bị động cơ diesel Fairbanks-Morse dẫn động qua hộp số giảm tốc đến trục chân vịt. Đây là cấu hình động cơ được áp dụng rộng rãi trên tàu ngầm, được chứng tỏ là có độ tin cậy cao hơn so với lớp Cannon.
Vũ khí trang bị bao gồm ba pháo 3 in (76 mm)/50 cal trên tháp pháo nòng đơn có thể đối hạm hoặc phòng không, một khẩu đội pháo phòng không Bofors 40 mm nòng đôi và tám pháo phòng không Oerlikon 20 mm. Vũ khí chống ngầm bao gồm một dàn súng cối chống tàu ngầm Hedgehog Mk. 10 (có 24 nòng và mang theo 144 quả đạn); hai đường ray Mk. 9 và tám máy phóng K3 Mk. 6 để thả mìn sâu. Con tàu vẫn giữ lại ba ống phóng ngư lôi Mark 15 21 inch (533 mm), và được trang bị radar SC dò tìm không trung và mặt biển. Thủy thủ đoàn đầy đủ bao gồm 186 sĩ quan và thủy thủ.
Holder được đặt lườn tại xưởng tàu của hãng Brown Shipbuilding ở Houston, Texas vào ngày 6 tháng 10, 1943. Nó được hạ thủy vào ngày 27 tháng 11, 1943, được đỡ đầu bởi bà Annette Holder, mẹ của Trung úy Holder, và nhập biên chế cùng Hải quân Hoa Kỳ vào ngày 18 tháng 1, 1944 dưới quyền chỉ huy của Hạm trưởng, Thiếu tá Hải quân Tuần duyên George Cook.

## Lịch sử hoạt động
Sau khi hoàn tất việc chạy thử máy huấn luyện, trong thành phần Lực lượng Đặc nhiệm 65, Holder khởi hành vào ngày 24 tháng 3, 1944 để hộ tống cho Đoàn tàu UGS-37 vượt Đại Tây Dương để hướng sang Địa Trung Hải. Đang khi đi dọc theo bờ biển Algeria vào ngày 10 tháng 4, đoàn tàu bị Không quân Đức theo dõi, và trước nữa đêm ngày 11 tháng 4, họ bị máy bay ném bom-ngư lôi đối phương tấn công. Holder và các tàu hộ tống khác lập tức nổ súng chống trả và bắt đầu thả màn khói ngụy trang nhằm che khuất các tàu vận tải, đến 23 giờ 40 phút, nhưng một quả ngư lôi phóng từ một chiếc Junkers Ju 88 đã đánh trúng bên mạn trái phía giữa con tàu, gây ra hai vụ nổ lớn, khiến con tàu bị ngập nước và phát sinh các đám cháy. Con tàu bị mất điện và động lực, chết đứng giữa biển và bị nghiêng 4 độ qua mạn phải, nhưng vẫn tiếp tục duy trì hỏa lực phòng không chống trả máy bay đối phương. Các biện pháp kiểm soát hư hỏng hiệu quả đã giúp con tàu tiếp tục nổi được, và không có thiệt hại cho các tàu buôn trong đoàn tàu.
Sau nữa đêm ngày 11 tháng 4, tàu chị em Forster (DE-334) tiếp cận cặp bên mạn Holder, và mười hai người bị thương nặng được chuyển sang Forster. Đến 01 giờ 00 chiếc tàu kéo Anh HMS Mindful bắt đầu kéo Holder về phía Oran, Algeria, có tàu chị em Price (DE-332) tháp tùng để hộ tống, và họ đến nơi vào khoảng 10 giờ 20 phút. Tổng cộng có 16 thành viên thủy thủ đoàn tử trận hay mất tích và 13 người khác bị thương nặng. Nhiều người đã mất được chôn cất tại nghĩa trang El Alia, Oued Smar, Algeria. Việc kiểm tra sơ bộ cho thấy con tàu vẫn còn đủ độ kín nước, có khả năng vượt đại dương, nên nó được các nhà thầu Pháp sửa chữa từ ngày 12 tháng 4 đến ngày 11 tháng 5. Nó lên đường vào ngày 24 tháng 5 chỉ với một thủy thủ đoàn khung, được chiếc tàu kéo hạm đội Choctaw (AT-70) kéo đến gia nhập Đoàn tàu GUS-40 lúc 14 giờ 15 phút và bắt đầu hành trình quay trở về Hoa Kỳ.
Sau khi về đến Xưởng hải quân New York, Brooklyn, New York vào ngày 9 tháng 6, Holder chờ đợi để được sửa chữa. Một cuộc thanh tra toàn diện cho thấy con tàu bị hư hại quá mức có thể sửa chữa có hiệu quả, nên nó được cho xuất biên chế vào ngày 13 tháng 9, 1944. Không lâu sau đó, phần đuôi của Holder được cắt rời để ghép cho tàu chị em Menges (DE-320), vốn cùng phục vụ hộ tống vận tải tại Địa Trung Hải và bị phá hủy phần đuôi tàu do trúng ngư lôi vào ngày 3 tháng 5.
Tên của Holder được cho rút khỏi danh sách Đăng bạ Hải quân vào ngày 23 tháng 9, 1944, và phần còn lại của con tàu được bán cho hãng John A. Witte tại Staten Island, New York vào ngày 19 tháng 6, 1947 để tháo dỡ.  Chiếc chuông của con tàu hiện đang được trưng bày trong tàu bảo tàng USS Slater.

## Phần thưởng
Holder được tặng thưởng một Ngôi sao Chiến trận do thành tích phục vụ trong Thế Chiến II.
|  |             |  |
|  | Bronze star |  |

| Dãi băng Hoạt động Tác chiến (truy tặng) |                                                                              |                                      |
| Huân chương Chiến dịch Hoa Kỳ            | Huân chương Chiến dịch Châu Âu-Châu Phi-Trung Đông với 1 Ngôi sao Chiến trận | Huân chương Chiến thắng Thế Chiến II |